# Термінал ЗПГ Драгон
Термінал ЗПГ Драгон — інфраструктурний об`єкт для прийому та регазифікації зрідженого природного газу, споруджений на південно-західному узбережжі Великого острова Британії. Це один із двох імпортних терміналів, створених в Уельсі у Мілфордській гавані в Пембрукширі, проте він значно поступається сусідньому Соуз Хук за можливими обсягами зберігання та поставок.
Термінал потужністю 7,6 млрд.м3 на рік, споруджений на місці закритого нафтопереробного заводу, ввели в експлуатацію у 2009 році. Зберігання продукції перед регазифікацією забезпечує сховище із двох резервуарів по 160000 м3. Для прийому газових танкерів провели відновлення одного з двох старих причалів, який тепер може обслуговувати судна вантажоємністю до 217000 м3.
Проект реалізовано консорціумом у складі BG Group (потім Shell, 50%), малайзійської Petronas (30%) та власника виробничого майданчика колишнього НПЗ компанії 4Gas BV (20%). В обмін на інвестиції учасники консорціуму отримали на 20 років право повного використання потужності об'єкту без обов'язку допуску третіх сторін.
Для подачі блакитного палива до національної газотранспортної мережі (National Gas Transmission System, NTS) проклали два трубопроводи (Milford Haven – Aberdulais та Felindre – Tirley) діаметром 1220 мм та загальною довжиною 316 км. Також у 2009 році спорудили нову компресорну станцію у Felindre.